# (7992) Yozan
(7992) Yozan ist ein Asteroid des äußeren Hauptgürtels, der am 28. November 1981 vom japanischen Astronomen Toshimasa Furuta an der Sternwarte von Tōkai (IAU-Code 879) entdeckt wurde.
Der Asteroid wurde am 9. Mai 2001 nach dem Daimyō Uesugi Harunori (1751–1822) benannt, der für seine gute Staatsführung bekannt war und, nachdem er sich als Herr der Domäne zurückgezogen hatte, den Namen „Yōzan“ (鷹山) annahm.